# 戸田真紀子
戸田 真紀子（とだ まきこ、1991年11月13日 - ）は、日本の女優。山口県周南市出身。本名非公開。オフィスぴろっと（2016年 - 2024年 ）、サンエース（2023年 - 2024年）所属を経て現在はフリーランスである。

## 人物
特技は、養神館合気道初段（全国大会出場）、水泳、登山、絵画、ギター、サックス、歌、卓球、バドミントン。
実用英語技能検定2級、学士（法学）を取得している。
曽祖父は山口銀行初代頭取の弘津次郎、祖父は開発者の曽田陽彦、大叔父は「韓国孤児の父」と讃えられ、韓国政府から日本人初の文化勲章が贈られた曽田嘉伊智である。
中学時代にオーストラリアのブリスベン、大学時代にはフィジーへ短期語学留学をしていた。
登山が趣味で、富士山の麓から登頂経験がある。
動物が大好きで、実家では犬・猫・ウサギ・亀など飼っていた。幼少期の夢は獣医師だった。また、塾講師として中高生に教えていたこともある。
猫と甲殻類のアレルギーがあり、コーヒーが飲めない。
レーシック手術を受けている。

## 経歴
山口県の中高一貫校を経て上京し東京の大学法学部を卒業。ミス・ワールド2014へ応募総数約7000人中17名の日本代表ファイナリストに選出されマルチメディア部門賞1位を受賞。それを機に本格的に芸能活動を始める。
2015年、自身初となるヒロイン映画『彼の中の愛してる』（赤松桜監督）では、Formosa Festival of International Filmmaker Awardsフォルモサ映画祭（台湾）2017オフィシャルセレクションにノミネート、横浜映像天国2016作品賞・第6回伊勢崎映画祭市長賞受賞。その他、多数入選・招待上映された。
2016年、JCOM ケーブルTV事業部門の専門チャンネル、ケーブル4Kの番組「美女二人天竜川伝説紀行」では長野県内の観光所や温泉地、宿巡り、食や登山いう企画で、フリーアナウンサーの高橋絵理と共にレギュラーリポーターを約2年間務めた。
2017年、VOGUEのディレクター監修のもとアルゼンチンのファッション雑誌「Revista ey!」へ日本人初のモデルとして6ページにわたりメインで掲載、WebCMへの出演を果たした。
2021年、ユニバーサルミュージック流通販売にて作曲家でギタリストの阿部真と共に“Bitter Blue”というユニット名でCDデビュー。渋谷のスクランブル交差点DHCモニター、宮益坂口モニター、大阪アドビジョン、博多CSビジョンにてMVが放映された。また作詞もしている。
2022年、ツムラの国際女性デーの企画、「#OneMoreChoice」にて朝日新聞、日経新聞、新宿駅、渋谷駅、六本木駅、ホームページ内に名前入りで広告掲載。The NFT Recordsより、海援隊の「贈る言葉」をカバーし、NFTより販売され、中日新聞、東京新聞にて自身のインタビュー記事が掲載された。
2020年、 ２月１６日に幕張メッセ・幕張イベントホールにて行なわれた、Soka Renaissance vanguardが開催したイベント、「グランプリ・内閣総理大臣賞１６回受賞記念 第２４回ビクトリーコンサート」にて司会を勤める。
約一年半、毎朝7時、毎夜22時に、SHOWROOMで自ら企画し配信を行っており（通算約1080回以上）、トークや歌の実力に定評がある。10月のイベントでは総合2位（フリー枠1位）、約15万人の配信者の中でデイリーランキング総合6位（フリー枠2位）という結果を残す。アメリカ・インドネシア・韓国など海外リスナーも多い。なお現在は不定期で配信している。
2023年、短編映画『Feather hair ornament (羽の髪飾り)』（月元映里監督）に出演し、
LENSFAME INTERNATIONAL FILM FESTIVALにおいて
最優秀キーキャスト賞を受賞した。これが自身初となる国際映画祭での個人受賞となる。
・主演映画『Beyond the time of Rose』（月元映里監督）が2022年に▪️Cannes Short Film Festival（フランス）優秀短編映画賞にノミネートされ、2023年には、▪️Geneve awards film festival（スイス）最優秀作品賞（最高賞）、最優秀撮影賞、最優秀編集賞受賞さらに、▪️Travancore International Film Award（トルコ）で最優秀外国語映画、
最優秀アジア短編賞など計5部問受賞、
▪️Eternal international film festival
（イタリア）では最優秀監督賞ノミネートされた。
2023年に戸田真紀子から戸田牧に改名したが、2025年の事務所退社と元の芸名である戸田真紀子に戻した。

## 出演

### 舞台
2014年
- 「橘家桜子一座～したまちのうた～」（晶子役、雷5656会館）

2015年
- 「オルガンズ～おんな赤ひげ奮闘記～」（福中あんな役、博品館劇場）
- 「俺は君のためにこそ死にに行く」（折口ミツ役、俳優座劇場）

2017年
- 「Romeo and Juliet ~ reverse~」（ティボルト役、IZAM演出、サンモールスタジオ）

2018年
- 「約束は降ってくる」（ヒロイン、千本桜ホール）
- 「僕の話」（ヒロイン、千本桜ホール）

2022年
- 「愚か者達へのレクイエム」（ヒロインりえ役、是枝正彦演出、キンケロシアター）

2023年
- 「人生横丁」（ヒロイン祭子役、時風静恵演出、シアターグリーン BIG TREE THEATER）

### TVCM
- au ディズニーパス
- 三菱重工
- グノシーLUCRA
- コスメティックオオツカ

### WEBCM
- BANDAI NAMCO とるモ
- ミラエール
- radius
- 日経バリューリサーチ
- ミスティーノ
- エスエス製薬 ハイチオールCプラス2

### TV
- 「世紀の大事件～患者取り替え事件～」（再現VTR、メイン看護師役、フジテレビ、2014年）[2][3]
- 「エンドレスアフェア～終わりなき情事～」（秘書役、LaLaTV、2014年）[2][3]
- 「美女2人天竜川伝説紀行」（メインリポーター、全国ケーブル4K放送、2016年～2018年）
- 「刑事7人 Season3」第8話（藤野ひとみ役、テレビ朝日、2017年）[3]
- 「警視庁・捜査一課長」第3話（テレビ朝日、2018年）[3]

### WEB動画
- サンスター（メイン娘役、2016年）
- 「jinjer」（メイン社員役、2016年）
- ニッポンレンタカー「カーシェア」（メイン従業員役、2018年）
- ウルトラセブン IF Story 『55年前の未来』（友里アンヌのBody Double、2023年）

### 映画
- 彼の中の愛してる（ヒロイン、赤松桜 監督、2015年）[2][3][注 1]
- 奇跡 Miracle（主演、月元映里 監督、2021年）[注 2]
- Beyond the time of Rose（主演、月元映里 監督、2022年）[注 3]

### 雑誌
- アルゼンチンファッション雑誌「Revista ey!」日本人初モデル CMメイン ページモデル

### その他
- 乃木坂46 シングルCD 特典ショートムービー「行くあてのない僕達」生徒役
- 「グランプリ・内閣総理大臣賞１６回受賞記念 第２４回ビクトリーコンサート[8]」　司会